# Uzair
Uzair (Arabisch: عزير) is een figuur dat voorkomt in de Koran met name in Hoofdstuk Het Berouw. Volgens sommige islamitische geleerden was hij een profeet. Uzair is in het jodendom en christendom gekend als Ezra. In de Koran wordt vermeld hoe de joden Uzair zien als Zoon van God.
Uzair staat ook gekend als de persoon die 100 jaar geslapen heeft. In Hoofdstuk De Koe wordt het verhaal verteld toen hij op een ezel een verwoeste stad bezocht en zich afvroeg hoe God (Allah) de doden weer tot leven kon brengen. Hij ging onder een boom slapen en werd wakker gemaakt door een engel die hem vertelde dat hij 100 jaar heeft geslapen. Zijn ezel die tot botten vergaan waren werden terug bij elkaar gebracht en de ezel werd terug tot leven gebracht.
Volgens Ibn Kathir leefde hij in een periode na de profeet Suleyman (Salomo) en voor de profeet Zakariya (Zacharias).
Uzair zou begraven zijn in Al-Uzayr in het zuiden van Irak nabij de stad Basra.